# YCbCr
YCbCr: Es tracta d'una base colorimètrica utilitzada en sistemes de transmissió de vídeo i televisió.
Atès que la base colorimètrica dels primaris RGB conté molta informació redundant, quan s'utilitza aquesta base per codificar una imatge, s'obté una baixa eficiència de codificació. Això fa que molts cops s'opti per emprar l'espai YCbCr que presenta major eficiència i per tant, requereix menys capacitat per transmetre les imatges de vídeo digital.
Les components que formen la base colorimètrica són:
- Y: Component de luminància. En sistemes de televisió analògica en blanc i negre és la llum captada pel sensor, que es reflecteix dels objectes d'una determinada escena. En els sistemes a color, els sensors capten les components RGB i es calcula la luminància com la suma ponderada de les tres components de color, Y(R,G,B)=0,229*R+0,587*G+0,114*B. És la que conté la informació més rellevant d'una imatge perquè el Sistema visual és molt més sensible a aquesta informació que als colors.
- Cb: Component de color blau. (B-Y)
- Cr: Component de color vermell. (R-Y)

El sistema elegit per transmetre el senyal és la combinació de la luminància (Y), i dos senyals diferència de color R-Y, B-Y. S'utilitzen aquests dos senyals diferència perquè s'aconsegueix una major protecció davant les interferències i el soroll.